# Arariús
Os arariús, areriús ou reriús como são conhecidos no Ceará foram um povo indígena, da nação tarairiú, que habitou o estado do Ceará no Brasil. Ainda por volta de 1700, viviam no alto vale do rio Acaraú, próximo a suas nascentes, na região da serra da Ibiapaba. Em 7 de julho de 1759, o aldeamento jesuíta de Ibiapaba, onde viviam junto com os anacés e os tremembés, seria promovido à categoria de vila sob o nome de Vila Viçosa Real.
A miscigenação, as doenças trazidas pelos conquistadores e o conflito com outros povos indígenas da região dizimou esse povo quase completamente, que esteve também aldeado em Meruoca. Eram antropófagos. No entanto, praticavam antropofagia apenas entre membros da mesma aldeia.